# Manifesto para uma Esquerda Livre
O Manifesto para uma Esquerda Livre foi uma iniciativa política da sociedade civil lançada em Portugal na Primavera de 2012, aberta a todos os cidadãos, que se transformou naquele que é atualmente o partido LIVRE.

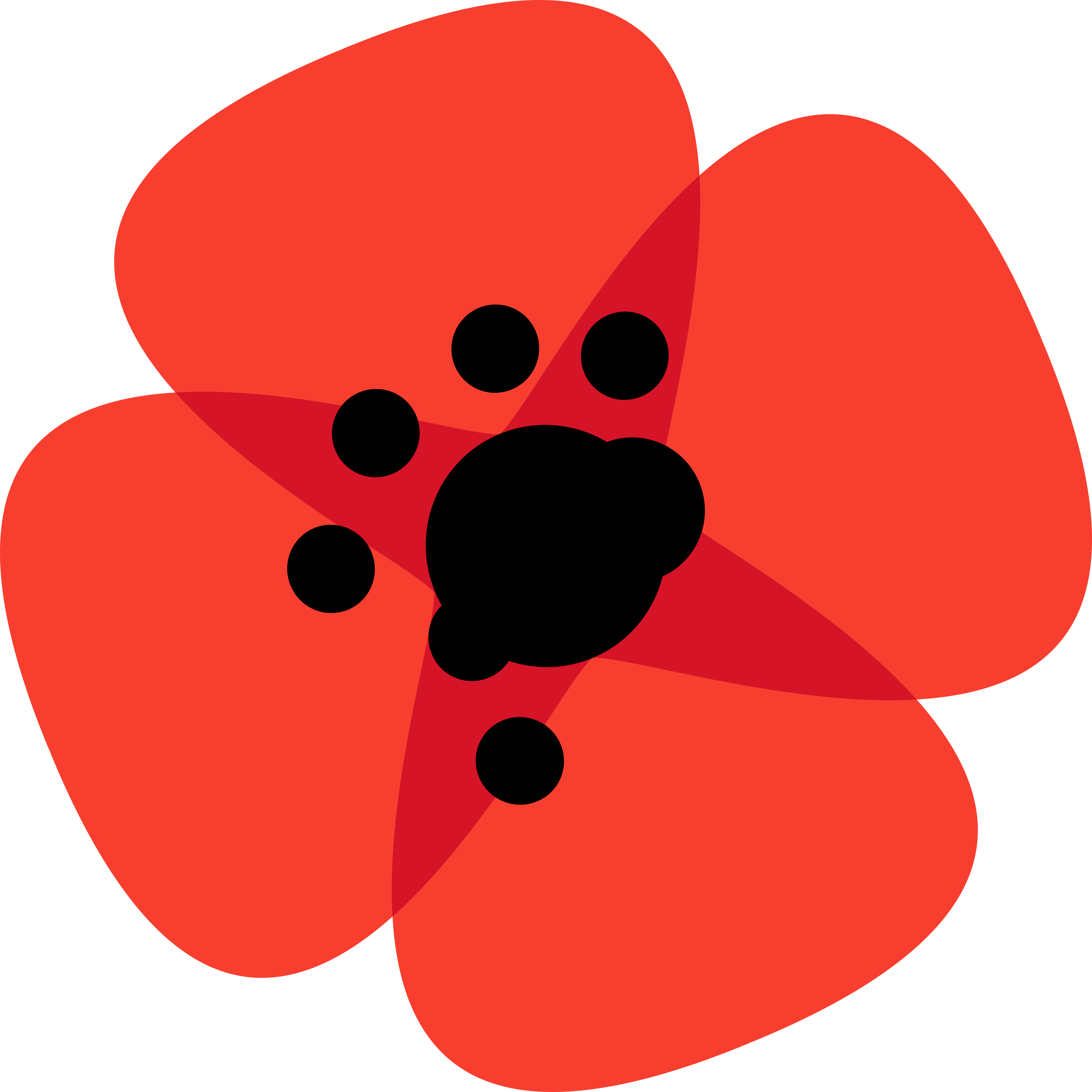
Esquerda Livre

## Objectivo
O Manifesto para uma Esquerda Livre pretendia ser um apelo à mobilização dos cidadãos para três objectivos: uma esquerda mais livre, um Portugal mais igual e uma Europa mais fraterna. O Manifesto apelava à construção de uma esquerda corajosa numa altura em que Portugal passava por graves dificuldades socioeconómicas. 
Com estes objetivos, este movimento propunha-se a organizar encontros de forma aberta e transparente, recorrendo a práticas quotidianas de democracia através do uso das redes e demais tecnologias online para a elaboração de documentos com diagnósticos e propostas concretas. 

## O Manifesto para uma Esquerda Livre
O Manifesto foi apresentado em público no dia 17 de Maio de 2012, no cinema São Jorge, em Lisboa. O texto original do manifesto foi concebido por André Barata, Safaa Dib, João Macdonald, José Vítor Malheiros,  Marta Loja Neves, Nuno Serra, Renato Miguel do Carmo e Rui Tavares, entre outros.
Entre os subscritores, perto de 3 mil, contavam-se representantes da sociedade civil como sociólogos (Boaventura de Sousa Santos e Elísio Estanque), jornalistas (Ana Sousa Dias, Alexandra Lucas Coelho), escritores (Mário de Carvalho, António Mega Ferreira, João Tordo e Dulce Maria Cardoso), músicos (Sérgio Godinho e Vitorino), realizadores (Raquel Freire e Bruno de Almeida), atores e figuras públicas (Ricardo Araújo Pereira e Ana Bola), investigadores e universitários (José Manuel Sobral, Hélder Macedo), poetas (Ana Luísa Amaral, Gastão Cruz), sindicalistas, designers, arquitetos, alunos bolseiros, trabalhadores precários e desempregados, mas também deputados e eurodeputados (como Ana Gomes, Inês de Medeiros e Isabel Moreira). 

## Os Encontros para uma Esquerda Livre
O primeiro Encontro para uma Esquerda Livre teve lugar em Lisboa, no Auditório 2 do Cinema São Jorge, no dia 2 de Junho de 2012. Com muitas pré-inscrições de subscritores do Manifesto e outros cidadãos, o Encontro organizou as intervenções em seis áreas gerais — Democracia; Economia e emprego; Justiça e igualdade; Cultura e conhecimento; Território e ambiente; Europa. Para permitir o máximo de participação, estabeleceu-se uma regra: as intervenções não deverem exceder a duração do discurso que Francisco Sousa Tavares fez diante do Quartel do Carmo, no dia do 25 de Abril. O primeiro discurso em democracia durou exactamente 3 minutos e meio. 
As quatro dezenas de intervenções do Primeiro Encontro para uma Esquerda Livre foram gravadas e estão disponíveis online. Além disso, os participantes que abriram e encerraram cada área assumiram a função de redactores de um documento com propostas, a ser colocado no sítio online do Manifesto, e a partir daí discutido, emendado e votado.  
O segundo Encontro para uma Esquerda Livre esteve agendado para o dia 7 de Julho de 2012 na cidade do Porto, e o terceiro na cidade de Tavira, no dia 11 de Agosto de 2012. Foram planeados mais Encontros, durante os meses seguintes, nas cidades de Évora, Coimbra e Braga, até que o movimento reuniu as assinaturas necessárias para se tornar um partido, o LIVRE.